# Knock Church (Garrabost)
Die Knock Church ist ein Kirchengebäude der presbyterianischen Church of Scotland in der Ortschaft Garrabost auf der schottischen Hebrideninsel Lewis and Harris. 1993 wurde das Gebäude in die schottischen Denkmallisten in der Kategorie B aufgenommen.

## Geschichte
Historic Scotland vermutet die Errichtung der Knock Church im späten 19. Jahrhundert, benennt jedoch, dass das Baujahr ihnen nicht bekannt ist. Es bestehen jedoch unverkennbare stilistische Parallelen zur Barvas Parish Church und der Cross Church, die beide um 1910 fertiggestellt wurden, weshalb andere Quellen den Bau der Knock Church auf um 1910 datieren. 1989 wurde die Fensterverglasung der Sakristei und der Gemeindehalle erneuert.

## Beschreibung
Die Cross Church befindet sich abseits der A866, der Hauptverkehrsstraße der Halbinsel Eye, im Zentrum des Straßendorfes Garrabost. Es handelt sich um eine schlichte Saalkirche mit abschließendem schiefergedeckten Walmdach. Der Baukörper ist 3 × 5 Achsen weit. An der nordostexponierten Hauptfassade flankieren längliche Rundbogenfenster das zentrale, rundbogige Hauptportal. Vor dem Walm sitzt ein kleiner Dachreiter, welcher ehemals das offene Geläut trug. Firstständig dient ein weiterer Dachreiter der Ventilation. In die Seitenfassaden sind hohe Rundbogenfenster eingelassen. Entlang der rückwärtigen Fassade schließt sich der Gemeindesaal mit seinen kleinteiligen Sprossenfenstern an.